# Gentrificació

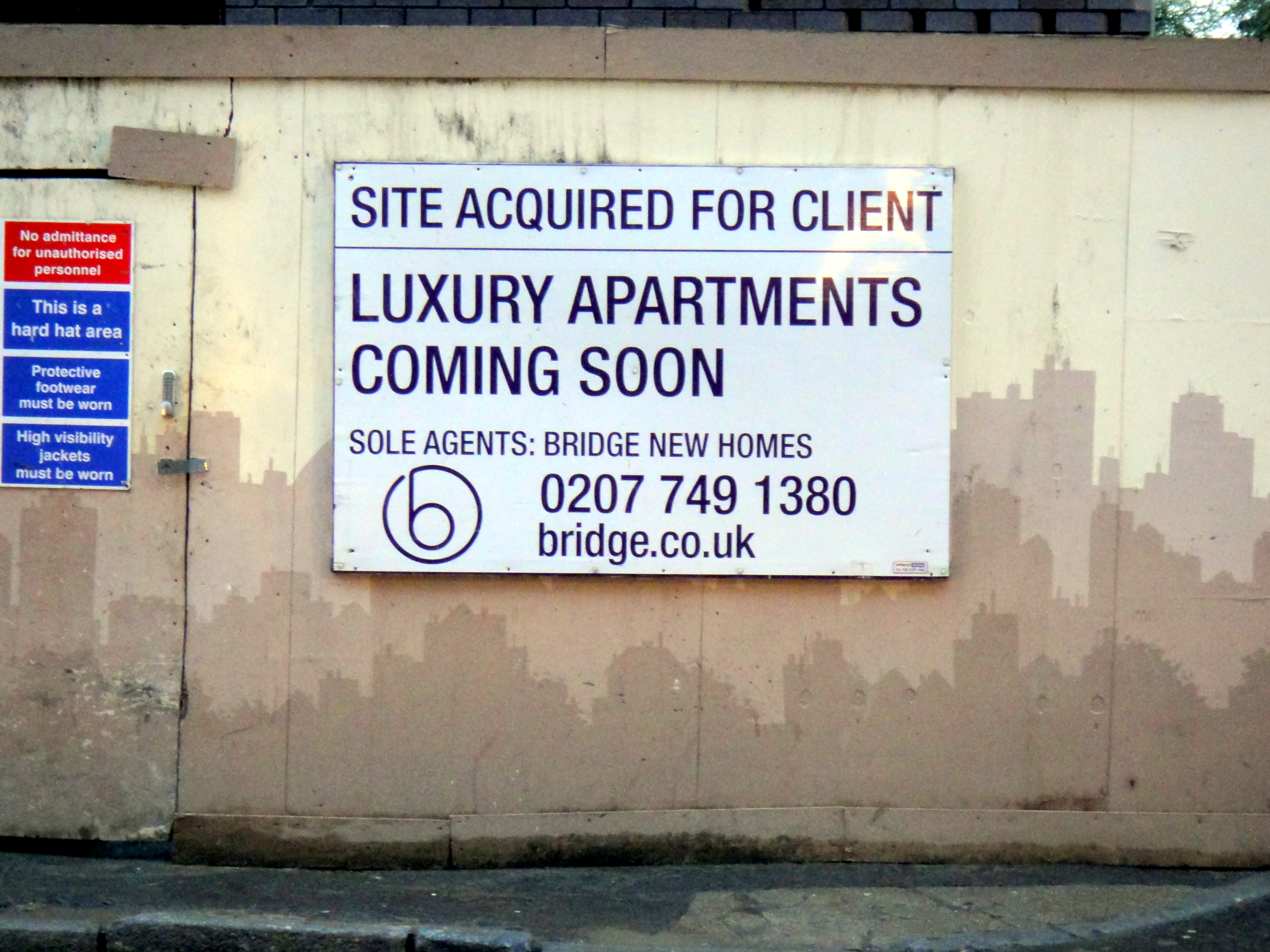
Londres 2013

La gentrificació –ennobliment– és un procés de transformació física, econòmica, social i cultural d'un barri (o àrea/població més o menys extensa) antigament degradat o de classe baixa que acaba essent de classe mitjana-alta. Els edificis hi són restaurats o modificats, tot incrementant-ne el valor, cosa que a la llarga n'acaba expulsant llurs antics habitants, més pobres amb llocs de treballs precaris.
És un fenomen que s'està donant al centre de moltes ciutats d'Occident, especialment a Europa, canviant una tendència ja secular de llurs classes dirigents, que n'abandonaven els centres en benefici d'eixamples més salubres o suburbis distingits.
El terme (adaptació de l'anglès gentrification) fou encunyat per la sociòloga Ruth Glass el 1964, tot descrivint el que passava al districte londinenc d'Islington:
Un per un, molts dels barris obrers de Londres han estat envaïts per classes mitjanes. Cases rònegues i modestes -dues habitacions a dalt i dues a baix- han estat comprades, un cop els seus arrendaments s'han acabat, esdevenint residències elegants (...). Un cop aquest procés de 'gentrificació' comença en un barri, progressa ràpidament fins que tots els seus antics habitants de classe obrera n'han estat foragitats i tot el caràcter social del barri capgirat.
Una variant no urbana ni exactament amb les mateixes característiques es dona als pobles de muntanya que sobtadament passen de l'abandó a una renaixença com a nucli de segones residències (cases restaurades).

## Turisme i gentrificació
Si bé la gentrificació ha sigut inicialment exposada per a explicar l'elitització que els barris de les grans ciutats han pogut experimentar, cal mencionar el paper que el turisme juga en aquesta remodelació urbanística.
Si bé el turisme pot ser pensat com una font d'ingressos econòmics, aquest pot esdevindre problemàtic quan, en massa, s'insereix en barris i teixits socials que no estaven pensats per l'acollida massiva, generant efectes negatius que fomenten l'expulsió dels residents amb menys recursos.
Entre d'altres, els efectes negatius estan relacionats amb la gentrificació donat que, al pertànyer a un sector amb gran poder lucratiu, pot realitzar inversions econòmiques importants en matèria de sòl i altres activitats econòmiques. D'aquesta manera, l'arribada massiva de turistes pot modificar la xarxa econòmica de la zona, afavorint aquells comerços destinats als turistes, augmentant de manera exponencial els preus habituals del barri i afectant directament als habitants autòctons de la zona.

## Gentrificació a Catalunya
Si bé hi ha molts pobles de Catalunya que després de quasi la totalitat de la població marxés, han ressorgit com a pobles bàsicament formats per segones residències, on es dona el procés de gentrificació amb més intensitat és a la seva capital, Barcelona. Encara que, tal com hem dit, la gentrificació és un fenomen present a moltes capitals, el cas de Barcelona té una característica específica: la rapidesa del procés. Segons l'expert en la temàtica Alan Quaglieri, ha ocorregut una saturació de l'espai en un període molt curt. Els barris que han viscut el fenomen amb més força són El Gòtic, El Raval, El Born, El Poblenou, i la Barceloneta, entre d'altres.

## Arguments
Arguments a favor: La gentrificació s'ha justificat per part dels governs local, normalment sota polítiques de «reestructuració urbana». El que aquestes polítiques busquen, però, és que els residents de classe més obrera surtin del centre de la ciutat i vagin cap als afores o suburbis, i també es busca reestructurar la ciutat per millorar la circulació entre el centre i les zones residencials dels voltants de la ciutat. En l'àmbit econòmic, la ciutat es beneficia de l'augment de taxes i de preus del lloguer a conseqüència de la gentrificació.
Es pot argumentar a favor de la gentrificació al·legant que la rehabilitació dels edificis és una bona alternativa a l'expansió de la ciutat, ja que la ubicació dels barris gentrificats sol ser cèntrica i es beneficia de transport públic i altres comoditats urbanes. Un argument pervers, però, seria el que diu que el procés de gentrificació és bo perquè dona veu a les comunitats més desafavorides que així tenen una manera de fer escoltar les seves reivindicacions.

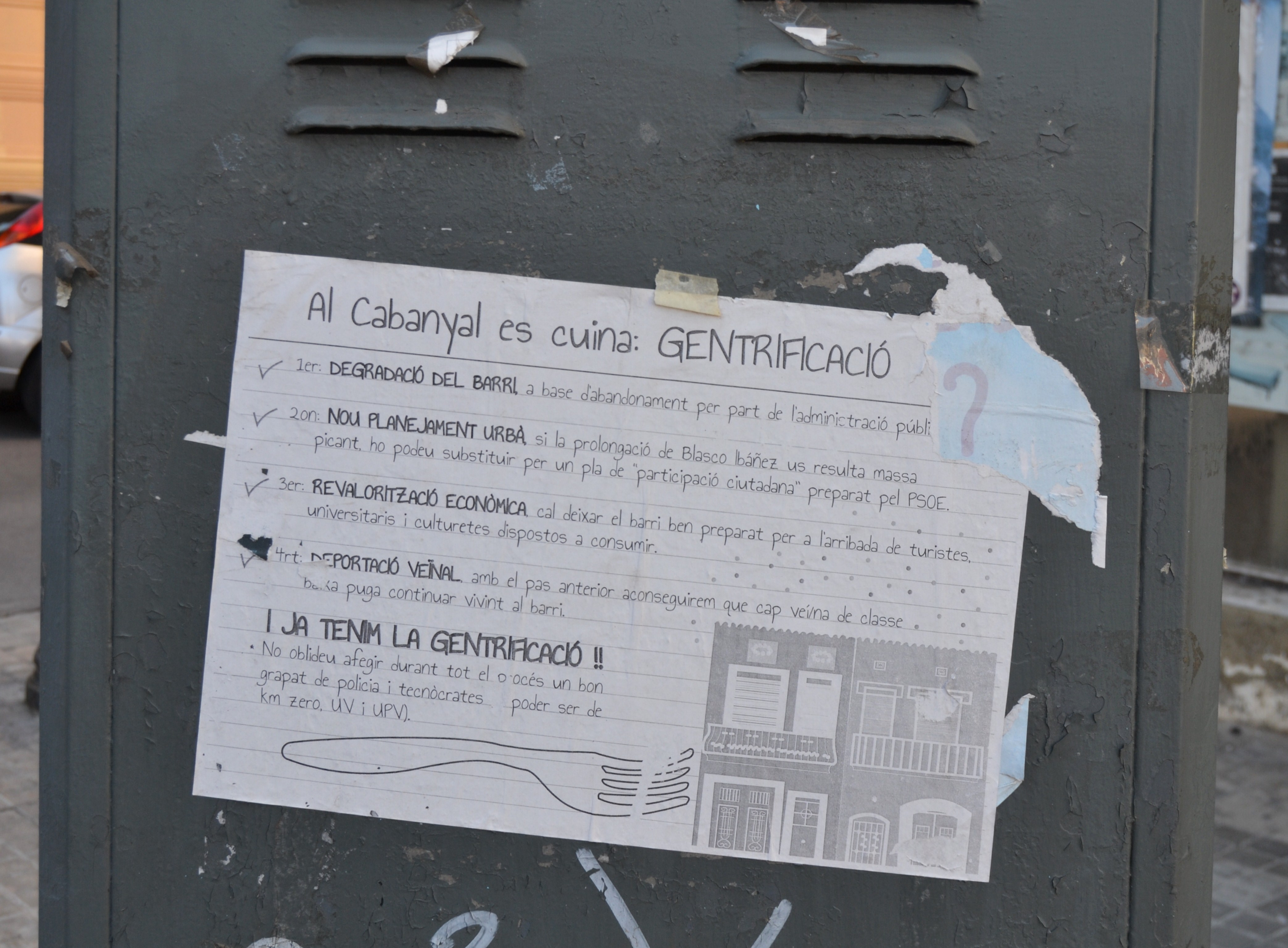
Cartell al barri del Cabanyal a València en contra de la gentrificació

Arguments en contra. L'argument predominant en contra de la gentrificació rau en l'obligació moral d'inhibir els efectes adversos que el procés pot tenir per les comunitats gentrificades. «La gentrificació és només l'aleta del tauró que veiem sobre l'aigua. A sota hi ha la resta del tauró: una nova economia americana en la qual la majoria de nosaltres serem més pobres, una minoria serà molt més rica, i on tot anirà més de pressa, més homogeni i més controlat o controlable» –Rebecca Solnit (2000).
Chester Hartman afirma que el «dret a desplaçar» de la societat actual és un fet aclaparador; els propietaris de residències poden desplaçar els seus inquilins d'una manera o d'una altra. Un canvi de casa forçat sobre persones que tenen pocs recursos per afrontar-ho, juga en contra dels individus i les famílies i té costos socials.
Hi ha estudis que mostren que aquells que solen ser desplaçats són en gran proporció immigrants, d'edat avançada, pobres i de famílies nombroses. El desplaçament els empeny a un mercat immobiliari esbiaixat que els força cap a unes residències més cares i menys adequades per les seves necessitats.
L'increment de les taxes fa que els propietaris de les cases hagin de triar entre pagar i quedar-se (a través de l'increment del preu del lloguer) o bé vendre la propietat i marxar de la comunitat gentrificada.
Un altre argument en contra diu que la gentrificació redueix el capital social de l'àrea afectada. Les comunitats tenen uns vincles molts forts amb la història i la cultura del seu barri. Si es provoca que els veïns d'una zona gentrificada hagin de marxar, el capital social de l'àrea se'n ressent.